# École nationale d'administration (Maroc)
Pour les articles homonymes, voir École nationale d'administration, ENA et Ena.
L'École nationale d'administration du Maroc (ENA Rabat), est une école marocaine créée le 8 mars 1948 par le sultan Mohammed Ben Youssef, avec pour but, former les futurs cadres de l'administration publique. Depuis 2015 l'ENA n'existe plus. Elle a été fusionnée avec l'Institut supérieur d'administration pour aboutir à l’École nationale supérieure de l’administration.
L’ENA a fait l’objet de plusieurs mutations au niveau de ses conditions d’accès, de ses programmes de formation et de ses outils pédagogiques, elle a connu une série de réformes (1972, 1975,1979, 1993 et 2000). La formation de ses lauréats prenait  en compte les demandes de l’administration publique marocaine. Elle a contribué à la dynamique de modernisation et de mise à niveau que connaissent les administrations publiques aujourd'hui. L’ENA avait une longue expérience et disposait d’une équipe de formateurs et d’experts dans toutes les disciplines liées à l’administration publique, elle avait un réseau de personnes ressources qu’elle mobilisait pour des programmes de formation. l’ENA a accompagné le développement de l’administration publique et a soutenu les réformes administratives menées par le gouvernement. Elle a contribué au développement et à l’amélioration des techniques de management public et de gestion des ressources humaines au sein de l’administration.

## Études
Depuis la réforme de 2000, la formation à l'ENA était organisée en quatre cycles :
- Cycles préparatoires : Cycles facultatifs ajoutant une formation complémentaire dans les sciences juridiques, économiques et sociales.
- Cycle de formation en gestion administrative : Cycle de spécialisation en de gestion administrative, de diplomatie, d’économie et des finances.
- Cycle supérieur en gestion administrative : Formation en gestion des ressources humaines, méthodes d'étude de projets, examen des dossiers d'actualité, audit, conseil et techniques de communication.
- Cycles de formation continue : Destiné aussi bien aux cadres du secteur public que privé, cette formation couvre la modernisation de l'administration, le management et les techniques de gestion publique, gestion des ressources humaines, l'administration et le développement local et l'informatique et bureautique au Maroc.

## La formation

### Données statistiques de la formation diplômante
| Année | Cycle Normal  | Cycle Supérieur | Cycle de formation spécial | Cycle de formation en gestion administrative | Cycle Supérieur en gestion administrative | Total          |      |     |   |   |   |      |
| ----- | ------------- | --------------- | -------------------------- | -------------------------------------------- | ----------------------------------------- | -------------- | ---- | --- | - | - | - | ---- |
| Année | Cycle Normal  | Cycle Supérieur | Cycle de formation spécial | Cycle de formation en gestion administrative | Cycle Supérieur en gestion administrative | De 1948 à 1981 | 2300 | 200 | - | - | - | 2500 |
| 1981  | 125           | 16              | -                          | -                                            | -                                         | 141            |      |     |   |   |   |      |
| 1982  | Année blanche | 16              | -                          | -                                            | -                                         | 16             |      |     |   |   |   |      |
| 1983  | 135           | 16              | -                          | -                                            | -                                         | 151            |      |     |   |   |   |      |
| 1984  | 129           | 25              | -                          | -                                            | -                                         | 154            |      |     |   |   |   |      |
| 1985  | 239           | 25              | -                          | -                                            | -                                         | 264            |      |     |   |   |   |      |
| 1986  | 198           | 25              | -                          | -                                            | -                                         | 223            |      |     |   |   |   |      |
| 1987  | 295           | 23              | -                          | -                                            | -                                         | 318            |      |     |   |   |   |      |
| 1988  | 148           | 24              | -                          | -                                            | -                                         | 172            |      |     |   |   |   |      |
| 1989  | 142           | 24              | -                          | -                                            | -                                         | 166            |      |     |   |   |   |      |
| 1990  | 101           | 25              | -                          | -                                            | -                                         | 126            |      |     |   |   |   |      |
| 1991  | 110           | 25              | -                          | -                                            | -                                         | 135            |      |     |   |   |   |      |
| 1992  | 121           | 25              | -                          | -                                            | -                                         | 146            |      |     |   |   |   |      |
| 1993  | 259           | 25              | -                          | -                                            | -                                         | 284            |      |     |   |   |   |      |
| 1994  | 204           | 40              | -                          | -                                            | -                                         | 244            |      |     |   |   |   |      |
| 1995  | 121           | 43              | -                          | -                                            | -                                         | 164            |      |     |   |   |   |      |
| 1996  | 113           | -               | 17                         | -                                            | -                                         | 113            |      |     |   |   |   |      |
| 1997  | 107           | -               | 25                         | -                                            | -                                         | 107            |      |     |   |   |   |      |
| 1998  | -             | -               | -                          | -                                            | -                                         | -              |      |     |   |   |   |      |
| 1999  | -             | -               | 48                         | -                                            | -                                         | 48             |      |     |   |   |   |      |
| 2000  | -             | -               | -                          | -                                            | -                                         | -              |      |     |   |   |   |      |
| 2001  | -             | -               | -                          | -                                            | -                                         | -              |      |     |   |   |   |      |
| 2002  | -             | -               | -                          | -                                            | -                                         | -              |      |     |   |   |   |      |
| 2003  | -             | -               | -                          | -                                            | 31                                        | 31             |      |     |   |   |   |      |
| 2004  | -             | -               | -                          | 207                                          | -                                         | 207            |      |     |   |   |   |      |
|       |               |                 |                            | (dont 82 non fonctionnaires)                 |                                           |                |      |     |   |   |   |      |
| 2005  | -             | -               | -                          | 105                                          | 30                                        | 135            |      |     |   |   |   |      |
| 2006  | -             | -               | -                          | 80                                           | 32                                        | 112            |      |     |   |   |   |      |
| 2007  | -             | -               | -                          | 99                                           | 34                                        | 133            |      |     |   |   |   |      |
| 2008  | -             | -               | -                          | 105                                          | 74                                        | 179            |      |     |   |   |   |      |
| 2009  | -             | -               | -                          | 91                                           | 41                                        | 132            |      |     |   |   |   |      |
| 2010  | -             | -               | -                          | 89                                           | 40                                        | 129            |      |     |   |   |   |      |
| 2011  | -             | -               | -                          | 104                                          | 43                                        | 147            |      |     |   |   |   |      |
| 2012  | -             | -               | -                          | 102                                          | -                                         | 102            |      |     |   |   |   |      |
| 2013  | -             | -               | -                          | 98                                           | 37                                        | 135            |      |     |   |   |   |      |
| Total | 4847          | 577             | 90                         | 1070                                         | 362                                       | 6956           |      |     |   |   |   |      |

## Anciens directeurs
El Ouafi Skalli
Abderrahmane ben Abdennebi: 1 novembre 1967.